# Holubîci, Ripkî
Holubîci (în ucraineană Голубичі) este o comună în raionul Ripkî, regiunea Cernihiv, Ucraina, formată numai din satul de reședință.

## Demografie
Componența lingvistică a comunei Holubîci
     Ucraineană (96,01%)
     Rusă (3,55%)
     Alte limbi (0,45%)
Conform recensământului din 2001, majoritatea populației comunei Holubîci era vorbitoare de ucraineană (96,01%), existând în minoritate și vorbitori de rusă (3,55%).